# Theo Schneider
Theodor „Theo“ Schneider (* 23. August 1960 in Lüdinghausen) ist ein ehemaliger Fußballspieler und heutiger Trainer.

## Spieler
Theo Schneider wuchs in Selm auf und begann seine fußballerische Laufbahn beim dortigen Grün-Weiß Selm. Seine Profikarriere begann er 1978 bei Borussia Dortmund, von dort wechselte er 1982 zum 1. FC Nürnberg. Kurz nach Beginn der Saison 1983/84 wurde Schneider an Rot-Weiß Oberhausen verliehen. Dort blieb er dann bis zu seinem Wechsel zum 1. FC Saarbrücken zu Beginn der Saison 1986/87. Nach zwei Spielzeiten wechselte Theo Schneider dann zum VfR Sölde, bevor er 1992 einen Vertrag bei Arminia Bielefeld unterschrieb. Während der Saison 1993/94 beendete er seine Karriere als aktiver Fußballer.
Schneider absolvierte insgesamt 74 Bundesligaspiele, in denen er sieben Tore erzielte (6 für den BVB, 1 für den 1. FC Nürnberg), sowie 157 Zweitligaspiele (36 Tore).

## Trainer
Seine Trainerlaufbahn begann Theo Schneider am 1. Februar 1994 bei Arminia Bielefeld in der damaligen Oberliga Westfalen.
Später betreute er die A-Junioren seines Stammvereins Borussia Dortmund, bei dem er ab 2004 die zweite Mannschaft trainierte. Im Mai 2009 gelang ihm mit dem BVB II der Aufstieg in die Dritte Liga. Eine Saison später stieg er mit der zweiten Mannschaft direkt wieder ab, weil es nur für den 18. Tabellenplatz reichte. Zur Saison 2010/11 verließen viele Leistungsträger die Reserve des BVB, um zu lukrativen Vereinen der 2. Bundesliga oder der 3. Liga zu wechseln. Schneider stand ein Neuaufbau in der Regionalliga West bevor.
Seit dem 23. Februar 2011 war Theo Schneider bei Rot-Weiß Oberhausen unter Vertrag, wo er den Posten von Hans-Günter Bruns übernahm. Ab der Saison 2011/12 musste er mit Oberhausen in der 3. Liga spielen, da ihm der Klassenerhalt in der Vorsaison nicht mehr gelang und er mit RWO nur den 17. Tabellenplatz belegte. Jedoch verkündete der Vorstand auch, dass es für RWO auch in der 3. Liga lediglich um den Klassenerhalt gehen werde, weil die finanziellen Mittel einfach zu gering seien. Nach einem schwachen Start in die Saison wurde Schneider am 4. Oktober 2011 von seinen Aufgaben bei RWO entbunden.
Am 21. November 2012 übernahm er beim abstiegsgefährdeten Regionalligisten SC Wiedenbrück 2000 das Amt des Cheftrainers. Als Nachfolger von Markus Reiter unterschrieb er einen Vertrag bis Ende Juni 2015. Theo Schneider hatte jedoch zum Ende des Jahres 2014 diesen Vertrag aufgelöst und übernahm am 7. Januar 2015 den Nachwuchsbereich des ungarischen Rekordmeisters Ferencváros Budapest.